# Damasco (província)
O Distrito de Damasco (em árabe: مُحافظة دمشق) é um dos quatorze distritos (muhafazat) da Síria, e consiste apenas da cidade de Damasco e do seu subúrbio de Yarmouk. A região é uma das que mais tempo foi continuamente povoada na história humana.